# Championnat de Belgique féminin de handball 1990-1991
Navigation
1989-1990 1991-1992
La saison 1990-1991 du championnat de Belgique féminin de handball est la 19e édition de la plus haute division belge de handball. 

## Participants
| Club                   | Classement 1988-1989 | Matricule | Localisation      | Entraîneur      | Salle                   | Capacité |
| ---------------------- | -------------------- | --------- | ----------------- | --------------- | ----------------------- | -------- |
| Initia HC Hasselt      | 1er                  | ?         | Hasselt           | Jos Schouterden | ?                       | ?        |
| Fémina Visé            | 2e                   | ?         | Visé              | Eddy Bonten     | Hall Omnisports de Visé | 600      |
| DHC Meeuwen            | 3e                   | ?         | Meeuwen-Gruitrode | ?               | ?                       | ?        |
| Sporting Neerpelt      | 4e                   | ?         | Neerpelt          | ?               | ?                       | ?        |
| HCE Tongeren           | ?                    | ?         | Tongres           | ?               | ?                       | ?        |
| HV Arena Hechtel       | ?                    | ?         | Hechtel-Eksel     | ?               | ?                       | ?        |
| KV Sasja HC Hoboken    | ?                    | ?         | Anvers            | ?               | ?                       | ?        |
| DHC Overpelt           | ?                    | ?         | Overpelt          | ?               | ?                       | ?        |
| STHV Juventus Melveren | ?                    | ?         | Saint-Trond       | ?               | ?                       | ?        |
| Sporta Evere Fémina    | ?                    | ?         | Evere             | ?               | ?                       | ?        |

## Localisation
| \| Initia HC Hasselt HCE Tongeren Sporting Neerpelt KV Sasja HC HV Arena Hechtel Fémina Visé DHC Meeuwen DHC Overpelt Sporta Evere STHVJ Melveren \| Localisation des clubs engagés dans le championnat |
| Initia HC Hasselt HCE Tongeren Sporting Neerpelt KV Sasja HC HV Arena Hechtel Fémina Visé DHC Meeuwen DHC Overpelt Sporta Evere STHVJ Melveren                                                          |

Nombre d'équipes par Province
| # | Province                     | Nombre | Équipe(s) |
| - | ---------------------------- | ------ | --- |
| 7 | Province de Limbourg         | 6      | Initia HC Hasselt, Sporting Neerpelt, STHV Juventus Melveren, DHC Meeuwen, HCE Tongeren, HV Arena Hechtel, DHC Overpelt |
| 1 | Province de Liège            | 2      | Fémina Visé |
| 1 | Province d'Anvers            | 1      | KV Sasja HC Hoboken |
| 1 | Région de Bruxelles-Capitale | 1      | Sporta Evere |

## Compétition

### Saison régulière

#### Classement
|   | Équipe                 | Pts | J  | G | N | P | Bp | Bc | Diff |
| - | ---------------------- | --- | -- | - | - | - | -- | -- | ---- |
| ? | DHC Meeuwen            | ?   | 22 | ? | ? | ? | 0  | 0  |      |
| ? | DHC Overpelt           | ?   | 22 | ? | ? | ? | 0  | 0  |      |
| ? | Fémina Visé            | ?   | 22 | ? | ? | ? | 0  | 0  |      |
| ? | HCE Tongeren           | ?   | 22 | ? | ? | ? | 0  | 0  |      |
| ? | HV Arena Hechtel       | ?   | 22 | ? | ? | ? | 0  | 0  |      |
| ? | Initia HC Hasselt      | ?   | 22 | ? | ? | ? | 0  | 0  |      |
| ? | KV Sasja HC Hoboken    | ?   | 22 | ? | ? | ? | 0  | 0  |      |
| ? | Sporta Evere Fémina    | ?   | 22 | ? | ? | ? | 0  | 0  |      |
| ? | Sporting Neerpelt      | ?   | 22 | ? | ? | ? | 0  | 0  |      |
| ? | STHV Juventus Melveren | ?   | 22 | ? | ? | ? | 0  | 0  |      |

|                 | Qualification pour les Play-Offs  |
|                 | Play-Downs                        |
| (T)             | Tenant du titre                   |
| en augmentation | Promu de 1990                     |
| (C)             | Vainqueur de la Coupe de Belgique |

#### Matchs
| Résultats (dom.\ext.)                                      | IHA | OVE | TON | KVS | STHV | SNE | MEE | FVI | AHE | EVE |
| Initia HC Hasselt                                          |     | -   | -   | -   | -    | -   | -   | -   | -   | -   |
| DHC Overpelt                                               | -   |     | -   | -   | -    | -   | -   | -   | -   | -   |
| HCE Tongeren                                               | -   | -   |     | -   | -    | -   | -   | -   | -   | -   |
| KV Sasja HC Hoboken                                        | -   | -   | -   |     | -    | -   | -   | -   | -   | -   |
| STHV Juventus Melveren                                     | -   | -   | -   | -   |      | -   | -   | -   | -   | -   |
| Sporting Neerpelt                                          | -   | -   | -   | -   | -    |     | -   | -   | -   | -   |
| DHC Meeuwen                                                | -   | -   | -   | -   | -    | -   |     | -   | -   | -   |
| Fémina Visé                                                | -   | -   | -   | -   | -    | -   | -   |     | -   | -   |
| HV Arena Hechtel                                           | -   | -   | -   | -   | -    | -   | -   | -   |     | -   |
| Sporta Evere                                               | -   | -   | -   | -   | -    | -   | -   | -   | -   |     |
| - Victoire à domicile - Match nul - Victoire à l'extérieur |     |     |     |     |      |     |     |     |     |     |